# Naeny
Naeny, anche chiamata Ivaeny, è una circoscrizione rurale (rural ward) della Tanzania situata nel distretto di Siha, regione del Kilimangiaro. Conta una popolazione di 10 748 abitanti (censimento 2012).